# Magneto (generador)

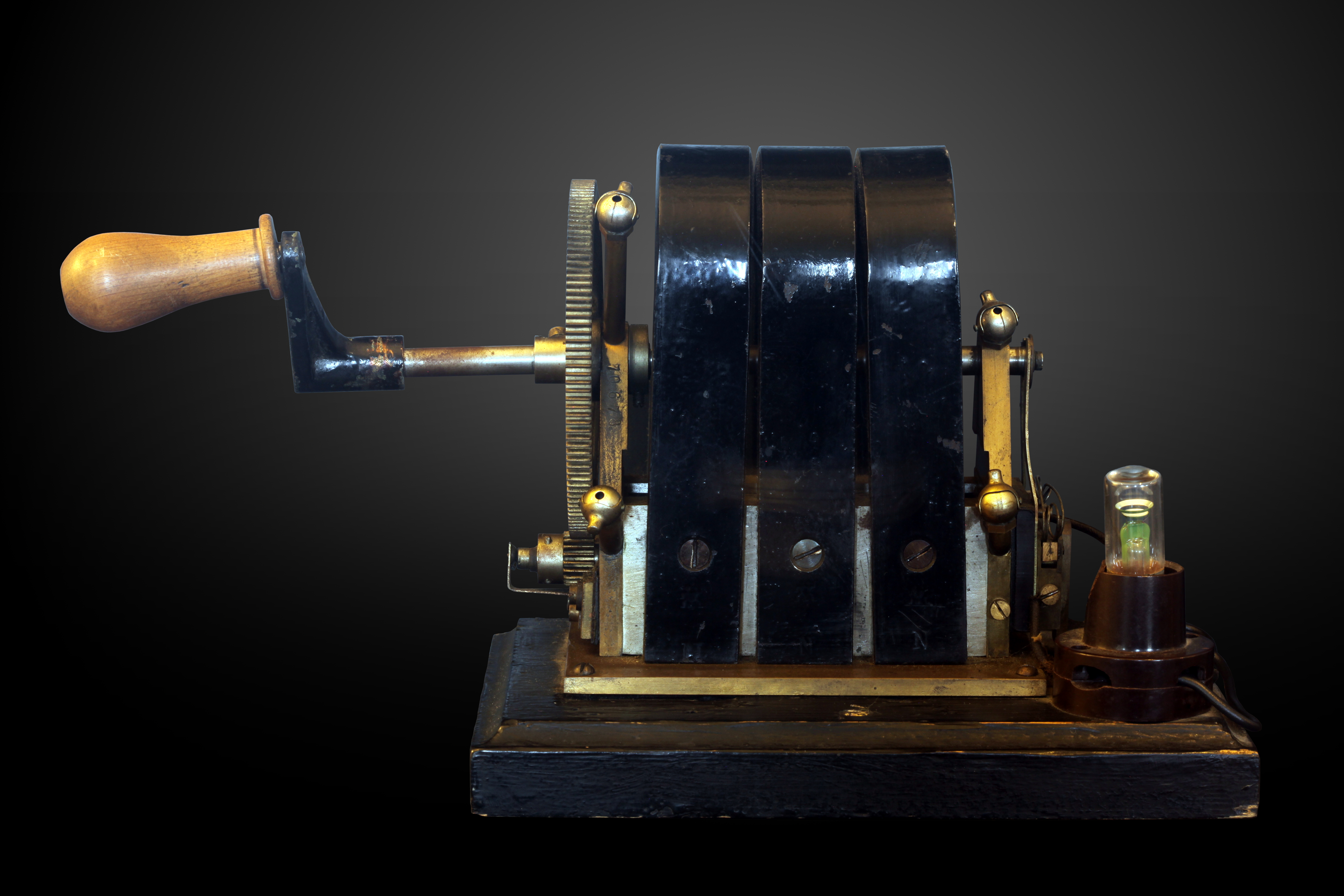
Magneto de manovella de demostració fet cap al 1925, exposat al Musée d'histoire des sciences de la Ville de Genève.

Una magneto és un generador elèctric que utilitza imants permanents per produir impulsos periòdics de corrent altern. A diferència d'una dinamo, una magneto no conté un commutador per produir corrent continu. Es classifica com una forma d'alternador, encara que normalment es considera diferent de la majoria dels altres alternadors, que utilitzen bobines de camp en lloc d'imants permanents.

## Història

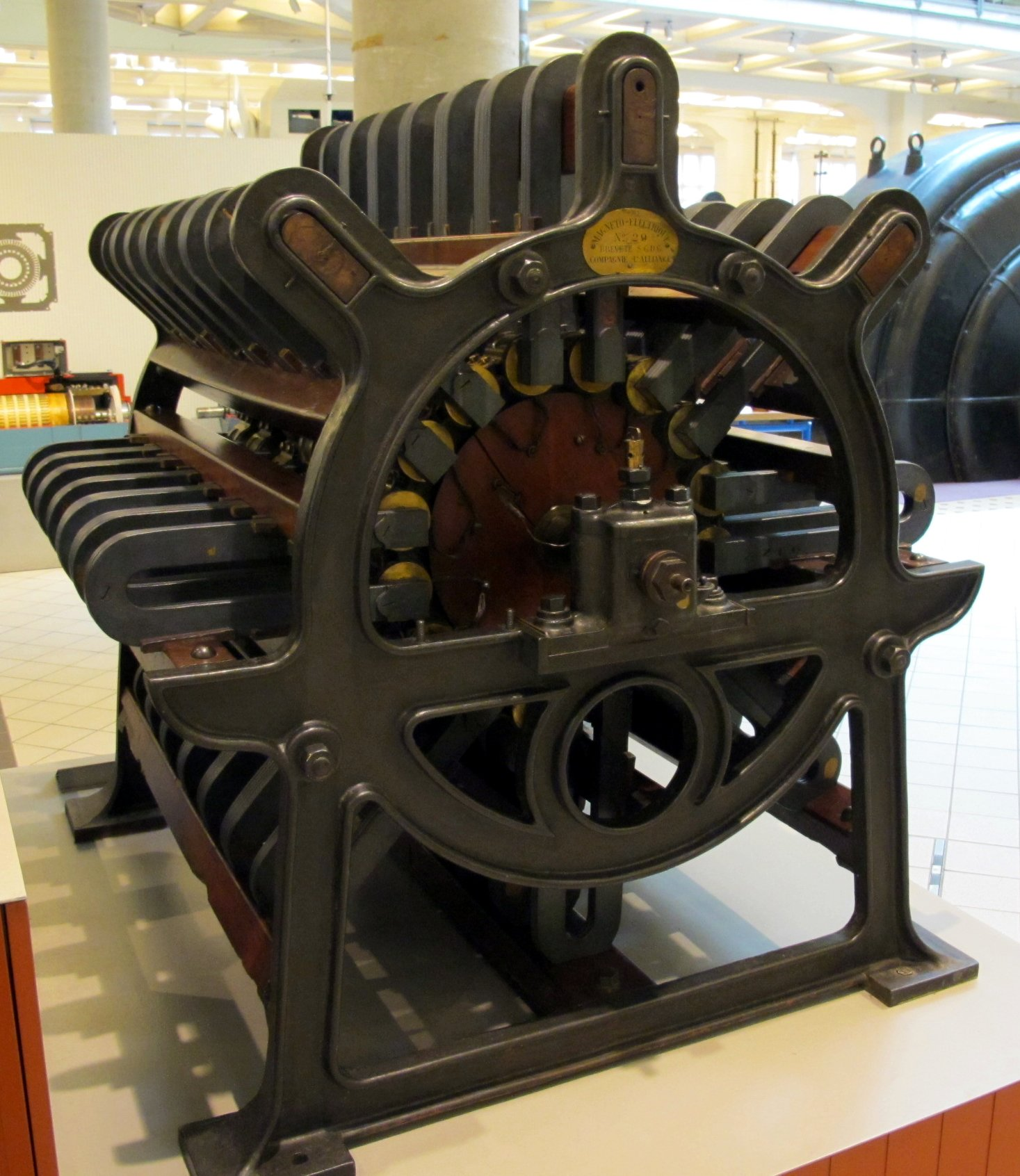
Generador de magneto de la Société de l'Alliance de 2 kW per a làmpades d'arc, cap al 1870

Faraday va demostrar la producció de corrent elèctric a partir d'un camp magnètic en moviment el 1831. Les primeres màquines per produir corrent elèctric a partir del magnetisme utilitzaven imants permanents; la màquina dinamo, que utilitzava un electroimant per produir el camp magnètic, es va desenvolupar més tard. La màquina construïda per Hippolyte Pixii el 1832 utilitzava un imant permanent giratori per induir voltatge alterna en dues bobines fixes.
Les magnetos de manovella es van utilitzar per proporcionar corrent de trucada als sistemes telefònics. Les magnetos també es van adaptar per produir impulsos d'alta tensió en els sistemes d'encesa d'alguns motors de combustió interna alimentats amb gasolina per proporcionar energia a les bugies. L'ús d'aquests magnetos d'encesa per a l'encesa es limita ara principalment als motors sense un sistema elèctric de baixa tensió, com ara tallagespa i motoserres, i als motors d'avions, en els quals mantenir l'encesa independent de la resta del sistema elèctric garanteix que el motor continuï. en funcionament en cas de fallada de l'alternador o de la bateria. Per a la redundància, pràcticament tots els avions amb motor de pistons estan equipats amb dos sistemes de magneto, cadascun subministrant energia a una de les dues bugies a cada cilindre.

## Aerogeneradors
Les petites turbines eòliques, especialment els dissenys d'autoconstrucció, estan adoptant àmpliament alternadors magneto per a la generació. Els generadors utilitzen imants rotatius de neodimi de terres rares amb un estator trifàsic i un pont rectificador per produir corrent continu (DC). Aquest corrent bomba directament l'aigua, s'emmagatzema en bateries o acciona un inversor de xarxa que pot subministrar la xarxa elèctrica comercial. Un disseny típic és un generador de flux axial reciclat d'un disc de fre d'un cotxe i un coixinet de cub. Un puntal MacPherson proporciona el coixinet azimut per portar la turbina al vent. El disc de fre, amb els seus imants de terres rares connectats, gira per formar l'armadura. Al costat d'aquest es col·loca un disc de fusta contraxapada que porta múltiples bobines axials, amb un anell d'armadura de ferro darrere.